# الآثار الاجتماعية لتقنية النانو
الآثار الاجتماعية لتقنية النانو
تتمثل التأثيرات الاجتماعية لتقانة الصغائر في تلك الفوائد والتحديات المحتملة والناجمة عن استخدام الأجهزة والمواد النانوية الحديثة على المجتمع والتفاعل البشري. وقد يتسع المصطلح ليشمل التأثيرات الصحية والبيئية لتقنية النانو، إلا أن المقالة الحالية ستتناول فقط الآثار الاجتماعية والسياسية لتقنية الصغائر.
و بما أن مجال تقنية النانو هو مجال مستحدث نسبياً، ومعظم تأثيراته ما زالت في طور التخمين، فيوجد جدالٌ قائم حول ماهية الآثار الإيجابية والسلبية لتقنية الصغائر تلك.

## نظرة عامة

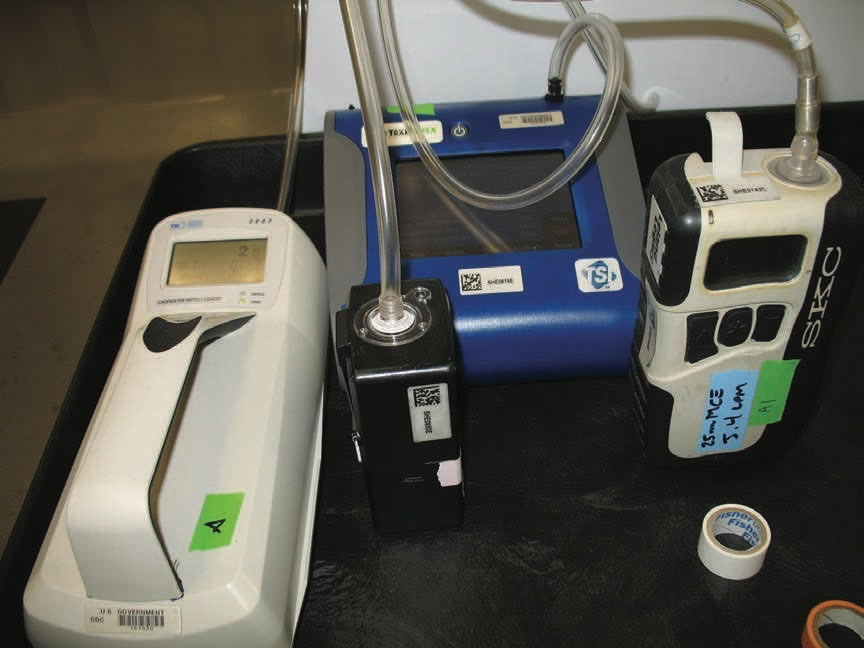
معدات الكشف عن المواد النانوية المحمولة جوًا

بعيداً عن مخاطر التلوث على الصحة البشرية والبيئة المصاحبة للجيل الأول من المواد النانوية، فلتقانة النانو تأثيراتٌ اجتماعيةٌ أوسع المجال، بالإضافة إلى أنها تفرض تحدياتٍ اجتماعيةٍ على قطاعٍ أوسعٍ. حيث اقترح علماء الاجتماع أن القضايا الاجتماعية المرتبطة بتقانة النانو يجب فهمها وتقييمها؛ ليس بصورةٍ بسيطةٍ كمجموعةٍ من الآثار النهائية، ولكن يجب تصنيف تلك التحديات ضمن مجالات البحث وإتخاذ القرار المرتبطة بالمصدر، وذلك بهدف ضمان التقدم التكنولوجي الذي يلبي الأهداف الاجتماعية.
و يقترح العديد من علماء الاجتماع ومنظمات المجتمع المدني أن تضمن كلاً من عملية التقييم التكنولوجي والإدارة، المشاركة العامة المجتمعية.
في حين اقترح بعض الملاحظون أن تقانة النانو ستستمر في البناء، تماماً كما حدث مع الثورة الصناعية في القرنين الثامن عشر والتاسع عشر، وذلك حتى تصل إلى السرعة المطلوبة لقيادة الثورة النانوية والتي ستعيد تشكيل اقتصادياتنا، أسواق العمل، التجارة الدولية، العلاقات الدولية، الكيانات الاجتماعية، الحريات المدنية، علاقاتنا مع عالم الطبيعة وحتى كل ما ندركه على أنه بشري أو إنساني. بصورةٍ جزريةٍ. كما اقترح آخرون أنه يسكون أكثر دقةً لو تم وصف التغير القائم على تقانة الصغائر على أنه «تسونامي تكنولوجي». وتماماً كما حدث في واقعة تسونامي، يحذر المحللون من أن التغير النانوي السريع سكون له بالضرورة تأثيراتٍ عميقةٍ. وذلك كما أوضحه مركز الاستبصار التكنولوجي (أبيك) أن:

لو كانت تقانة الصغائر ستقوم بقيادة ثورةٍ في مجالات الصناعة، الرعاية الصحية، موارد الطاقة، الاتصالات وربما الدفاع كذلك، فمن ثم ستقوم بتحويل وإعادة تشكيل قوة العمل، أماكن العمل، الأنظمة الطبية، النقل والمواصلات بالإضافة إلى البنية التحتية للطاقة وكذلك الجيش. حيث لا يمكن تغيير أي عنصر من العناصر الأخيرة بدون وقوع خللٍ اجتماعيٍ جللٍ.

و يقترح من يهتمون بالآثار الاجتماعية لتقانة الصغائر أنها ستسفر عن تفاقم المشكلات الناجمة جراء عدم المساواة الاجتماعية والاقتصادية القائمة، بالإضافة إلى التوزيع الغير منصف للسلطة، مما ينجم عنه صوراً أضخم لعدم المساواة بين الفقراء والأغنياء، وذلك من خلال انقسامٍ نانويٍ حتميٍ (يتمثل في الفجوة بين هؤلاء الذين يتحكمون بتقنيات الصغائر الجديدة وهؤلاء ممن حلت المنتجات النانوية محل منتجاتهم وخدماتهم بالإضافة إلى قوة العمل كذلك). كما يقترح المحللون إمكانية أن تكون لتقانة النانو القدرة على نزع استقرار العلاقات الدولية من خلال سباق الأسلحة النانوية وزيادة الإمكانية للحصول على الأسلحة البيولوجية؛ مما يسفر عن توفير الأدوات اللازمة للمراقبة الشاملة لكل الأرجاء ذات التأثيرات الضخمة على الحريات المدنية. كما يعتقد العديد من النقاد أنها ستزيل العراقيل والحواجز فيما بين الحياة والموت من خلال تقانة النانو الحيوية، حيث سيتم إعادة تعريف المقصود بكون المرء بشرياً.
في حين أوضح علماء الأخلاقيات النانوية أن مثل تلك التقانة التحويلية قد تزيد من تفاقم الانقسامات فيما بين الأغنياء والفقراء والتي يطلق عليها «الانقسام النانوي». على الرغم من ذلك، تساعد تقانة الصغائر على صناعة التكنولوجيا ومنها أجهزة الكمبيوتر والهواتف الخلوية والأجهزة الصحية... إلخ. والتي تكون أرخص وأسهل للوصول إليها من قبل الفقراء.
و يرى غالبية أنصار تقانة الصغائر المتحمسين ومنهم الترانس هيومنيستس، هذا العلم الناشيء على أنه آليةٌ لتغيير الطبيعة البشرية نفسها – حيث يذهب الأمر إلى ما هو أبعد من علاج الأمراض ودعم السمات البشرية. وقد استضافت الحكومة الإتحادية المناقشات المرتبطة بقضية الأخلاقيات النانوية، وبصورةٍ خاصةٍ في سياق «تغطية التقنية» – وهي جملة تستخدم للإشارة إلى تقانة المعلومات النانوية والحيوية، وكذلك العلوم المعرفية.

## التطبيقات العسكرية
و قد تضمنت المخاطر الاجتماعية لتقانة الصغائر، على مستوى أساسي، التطبيقات العسكرية لتقانة النانو (و على سبيل المثال كما هو الحال في عمليات الزرع والوسائل الأخرى لتعزيز ودعم المجندين كما حدث في معهد تقنيات النانو للمجندين بمعهد ماساتشوستس للتكنولوجيا ) وكذلك تعزيز قدرات المراقبة من خلال محسات النانو. كما قامت هناك إمكانية استخدام تقانة النانو كذلك في تطوير الأسلحة الكيماوية. إلا أن النقاد يخافون أن تصبح الأسلحة الكيماوية المطورة باستخدام الجسيمات النانوية أكثر خطورةٍ من الأسلحة الكيماوية المتوافرة حالياً، ذلك بسبب قدرة تلك الأسلحة على تطوير المواد الكيماوية من أحجام الذرة.

## قضايا الملكية الفكرية
في حين على المستوى الهيكلي، أشار النقاد إلى عالمٍ جديدٍ من الملكية وفتح سيطرة الشركات بواسطة تقانة الصغائر. ويتمثل الإدعاء في أنه تماماً كقدرة التقانة الحيوية على التعامل مع الجينات والتي تضامنت مع براءات الاختراع للحياة، فإن قدرة تقانة الصغائر على التعامل مع الجزيئات قد أسفرت عن وجود الكثير من براءات الاختراع للمواد. وقد شهدت الأعوام القليلة الماضية دفعةً ذهبيةً في الدعوة إلى الحصول على براءات اختراعٍ في مجال تقنية الصغائر. حيث تم منح، خلال عام،2003 ما لا يقل عن 800 براءة اختراع مرتبطٍ بمجال تقنية الصغائر، كما أن الأرقام تتزايد عاماً بعد آخر. حيث تسعى الشركات المختلفة حالياً للحصول على براءات اختراع واسعة المجال بالإضافة إلى الاكتشافاتٍ النانويةٍ المتنوعةٍ كذلك. ومثال على ذلك، حصول شركتي إن إي سي وآي بي إم على براءات الاختراع الرئيسية في مجال الأنابيب النانوية الكربونية، والتي تعد إحدى أعمدة الأساس التي تقوم عليها تقنية الصغائر. وللأنابيب النانوية الكربونية مجالٌ واسعٌ من الاستخدامات، وشارفت أن تصبح حيويةً في مجال العديد من الصناعات المختلفة؛ من الإلكترونيات وصناعة الكمبيوتر إلى المواد المدعومة في صناعة الدواء والتشخيصات. كما تستعد أنابيب الكربون النانوية كذلك لتصبح مجتمعاً تجارياً رئيسياً مع قدرتها على أن تحل محل المواد الخام التقليدية التقليدية. وبالرغم من ذلك، ومع توسع مجال استخدامها، فيجب على كل فردٍ يسعى (بصورةٍ مشروعةٍ) ليصنّع أو يبيع الأنابيب النانوية الكربونية، بغض النظر عن نوع التطبيق المستخدمة لأجله، أن يشتري أولاً رخصةً لذلك إما من شركة (إن إي سي) أو شركة (آي بي إم). 
و قد تكون لعقيدة المرافق الأساسية بالولايات المتحدة الأمريكية أهميةً كأهمية القوانين الأخرى المناهضة للثقة.

## المكاسب والمخاطر المحتملة بالنسبة للبلدان النامية
قد توفر تقنيات الصغائر حلولاً جديدةً للملايين من المقيمين بالدول النامية والذين يفتقرون الوصول إلى الخدمات الرئيسية، ومنها المياه الآمنة، موارد الطاقة الثابتة، الرعاية الصحية، وفرص التعليم. وقد أقرت الأمم المتحدة الأهداف الإنمائية للألفية لمواجهة تلك المتطلبات. وقد لاحظت فرقة الأمم المتحدة المعنية بالعلوم والتكنولوجيا والابتكار أن بعضاً من مزايا تقنية الصغائر تتضمن الإنتاج بالاعتماد على قوة العمل القليلة والأرض والصيانة والإنتاجية العليا والتكلفة المنخفضة والمتطلبات المتواضعة من المواد والطاقة
و تستثمر العديد من الدول النامية ومنها كوستاريكا وشيلي وبنجلاديش وثايلاند وماليزيا قدراً معقولاً من مواردها فب مجال الأبحاث والتنمية المرتبطة بمجال تقانة الصغائر. كما تنفق الدول الاقتصادية الناشئة حديثاً ومنها البرازيل والصين والهند وجنوب أفريقيا ملايين الدولارات الأمريكية سنوياً على الأبحاث والتنمية كذلك، وتزيد بشكلٍ متناميٍ من إنتاجها العلمي والذي تشير إليه الأعداد المتزايدة من الإصدارات في مجال الإصدارات العلمية المرتبطة.
و تتضمن الفرص المحتملة لتقنيات الصغائر في المساعدة على مواجهة أولويات التنمية العالمية الحرجة، أنظمة تنقية المياه المحسنة، أنظمة الطاقة، الطب والأدوية، إنتاج الأغذية وكذلك التغذية، هذا بالإضافة إلى تكنولوجيا المعلومات والاتصالات. كما نلاحظ أن تقنية الصغائر قد تم دمجها بالفعل في المنتجات والسلع المتوافرة بالسوق. إلا أن المزيد من تقنيات الصغائر ما زالت في طور البحث، في حين أن بعضها الآخر ما زالت سوى مجرد أفكارٍ تحتاج إلى سنينٍ وعقودٍ ليتم تطويرها وتنميتها.
كما أن تطبيق تقنيات النانو في الدول النامية يثير تساؤلاتٍ شبيهةٍ حول المخاطر البيئية والصحية والاجتماعية والتي تم وصفها في الفقرات السابقة. كما نشأـ تحدياتٍ إضافيةٍ حول العلاقة فيما بين تقانة الصغائر والتنمية.
و غالباً ما تعاني حماية البيئة وصحة البشر وسلامة العاملين بالدول النامية من مجموعة مركبة من العوامل والتي قد تشتمل على سبيل المثال وليس الحصر، نقص التشريعات القوية لحماية البيئة والصحة البشرية وسلامة العاملين؛ عمليات سوء التنظيم أو التنظيمات الغير مطبقة والمرتبطة بنقص القدرة المادية (و منها التجهيزات) والبشرية كذلك (و منها طاقم العمل التنظيمي سييء التدريب). وغالباً ما تحتاج تلك الدول للمعونة وبصورةٍ خاصةٍ المعونة المالية، بهدف تنمية القدرات العلمية والمؤسسية وذلك لتقييم ومواجهة المخاطر بصورةٍ كافيةٍ، ومنها على سبيل المثال الحاجة لبنية تحتية ضرورية كالمعامل والتقنية المساعدة على الكشف والاستنتاج.
هذا بالإضافة إلى أن القليل من المعلومات هو المتاح حول المخاطر والتأثيرات الأوسع مجالاً لتقانة النانو. وفي وقتٍ يسود فيه الشك وعدم اليقين حول تأثيرات تقانة النانو، تتمثل أحد التحديات في البيئات المختلفة والشركات كذلك ومنظمات المجتمع المدني وعامة الشعب في الدول النامية والمتقدمة كذلك، في صنع القرارات حول إدارة تقانة الصغائر.
و تتلقى الشركات وبصورةٍ أقل الحكومات والجامعات براعات اختراع مرتبطة بتقانة النانو. وتتضح الزيادة المطردة لبراءات الاختراع النانوية من خلال الحقيقة أنه تم التقدم خلال عام 1998 في الولايات المتحدة الأمريكية بنحو 500 طلب لبراءات اختراعٍ نانوية، و 1300 براءة اختراعٍ خلال عام 2000. وقد انتشرت بعضٌ من تلك براءات الاختراع بشكلٍ واسعٍ، مما أدى إلى إثارة المخاوف بين بعض المجموعات بأن تلك الدفعة نحو براءات الاختراع قد تسفر عن إبطاء حركة الابتكار وارتفاع تكلفة الإنتاج، ومن ثم التقليل من قدرة الابتكارات التي تُفيد منخفضي الدخل من أفراد الشعوب بالدول النامية.
كما توجد علاقة واضحة بين السلع المختلفة ومستويات الفقر. فالعديد من الدول الأقل تقدماً تعتمد على عددٍ قليلٍ من السلع الأساسية وإيرادات العمل وعائدات التصدير. ويتم تطوير العديد من تطبيقات تقانة الصغائر والتي تؤثر على الطلب العالمي لسلعٍ معينةٍ. وعلى سبيل المثال، فبعض المواد النانوية قد تعزز من قوة وتحمل مادة المطاط، والذي قد يؤدي بصورةٍ حتميةٍ إلى انخفاض الطلب على المطاط الطبيعي. في حين قد تسفر بعض التطبيقات النانوية الأخرى في زيادةٍ الطلب على بعض السلع الأخرى. وعلى سبيل المثال، الطلب على التيتانيوم قد يتزايد من جراء بعض استخدامات أكاسيد التيتانيوم، ومنها مثلاً الأنابيب النانوية لثاني أكسيد التيتانيوم، والتي قد تستخدم في لإنتاج وتخزين الهيدروجين لاستخدامه كوقود. كما دعت العديد من المنظمات إلى حوارٍ عالميٍ حول الآليات التي تسمح للدول النامية بالتنبؤ والتكيف بشكلٍ مثمرٍ لمثل تلك التغيرات.
و في عام 2003 بدأ معهد ميريديان مؤتمر «الحوار العالمي حول تقانة الضغائر والفقر: الفرص والمخاطر»، وذلك بهدف زيادة الوعي بالفرص والمخاطر لتقانة الصغائر على الدول النامية، بالإضافة إلى تقريب الفوارق والفجوات داخل وبين القطاعات المختلفة بالمجتمع، من أجل تحفيز التصرفات التي تواجه الفرص والمخاطر الناجمة عن تقانة الصغائر على الدول النامية، وكذلك التعرف على الطرق التي قد يلعب من خلالها كلٌ من العلم والتكنولوجيا دوراً ملائماً في عملية التنمية والتطوير. وقد أصدر مؤتمر «الحوار العالمي حول تقانة الضغائر والفقر: الفرص والمخاطر» العديد من الأوراق المتاحة أمام الجميع حول تقانة الصغائر والتنمية، وتشتمل تلك الأوراق:«الحوار العالمي حول تقانة الضغائر والفقر: الفرص والمخاطر – تقريب الفجوات داخل وبين قطاعات المجتمع»; «تقنية الصغائر والماء والتنمية»; و «استعراض ومقارنة تقنيات معالجة المياه التقليدية والنانوية».

## العدالة الاجتماعية والحريات المدنية
و كثيراً ما أُثيرت المخاوف حول أن الفوائد المزعومة لتقانة النانو لن يتم حتى توزيعها، وأن أية فوائد (و المتضمنةً الفنية و/ أو الاقتصادية) مصاحبةً لتقانة الصغائر لن تصل سوى إلى الأمم الثرية فقط. هذا بالإضافة إلى أن غالبية الأبحاث النانوية والتنمية – وبراءات الاختراعات النانوية والمنتجات والسلع النانوية المختلفة متركزةً فقط في الدول المتقدمة (و منها الولايات المتحدة الأمريكية واليابان وألمانيا وكندا وفرنسا). كما أن معظم براءات الاختراعات المرتبطة بالتقانة النانوية متمركزة فيما بين مجموعةٍ من الشركات متعددة الجنسيات، ومنها آي بي إم وميكرون تكنولوجيز وأدفانسد ميكرو ديفزيس بالإضافة إلى إنتل. وقد أسفر هذا عن إثارة مخاوف حول عدم إمكانية الدول النامية من الوصول للبنية التحتية لتقنية الصغائر، بل والتمويل كذلك والموارد البشرية المطلوبة لتعزيز ودعم الأحباث والتنمية النانوية، وغالباً ما يسفر هذا عن تفاقم مثل تلك الصور من عدم المساواة.
و تمثل كلاً من الزراعة وصناعات الأغذية اهتمام تقانة النانو المرتبطة ببراءات الاختراعات في المجال. كما تمثل البراءات بالفعل على البذور والمواد الزراعية والحيوان والأساليب الزراعية الغذائية الأخرى محور اهتمام بعض المؤسسات. ومن المتوقع أن يؤدي هذا إلى زيادة تكلفة الزراعة وذلك من خلال زيادة اعتماد المُزارع على المدخلات والموارد الخام المختلفة. مما قد يسفر أيضاً عن تهميش المزارعين الأكثر فقراً ومنهم هؤلاء الذين يعيشون في الدول النامية.
كما أن المنتجين بالدول النامية قد يعانون من خسائر عملية إحلال المنتجات الطبيعية (و منها المطاط والقطن والقهوة والشاي) بسبب التنمية النانوية. حيث تمثل تلك المنتجات الطبيعية حاصلاتٍ مهمةٍ للتصدير بالدول النامية، هذا بالإضافة إلى أن متطلبات معيشة العديد من الفلاحين تعتمد على تلك الحاصلات. وقد تم توضيح أن عملية استبدال تلك المنتجات الطبيعية بالمنتجات النانوية الصناعية قد تؤثر سلباً على اقتصاديات الدول النامية والتي اعتمدت بصورةٍ تقليديةٍ على تصدير تلك الحاصلات.
هذا وقد تم اقتراح أن تقانة النانو قد تكون فعالة فقط في التخفيف من حدة الفقر والمساعدة في التنمية «و ذلك حين يتم تكييفها مع السياق الاجتماعي والثقافي والمؤسسي المحلي، وكذلك أن يتم اختيارها وتصميمها من خلال المشاركة الفعالة والتي تعد حقاً للمواطنين من نقطة البدء». (Invernizzi et al. 2008, p. 132).